# Exploració de Neptú

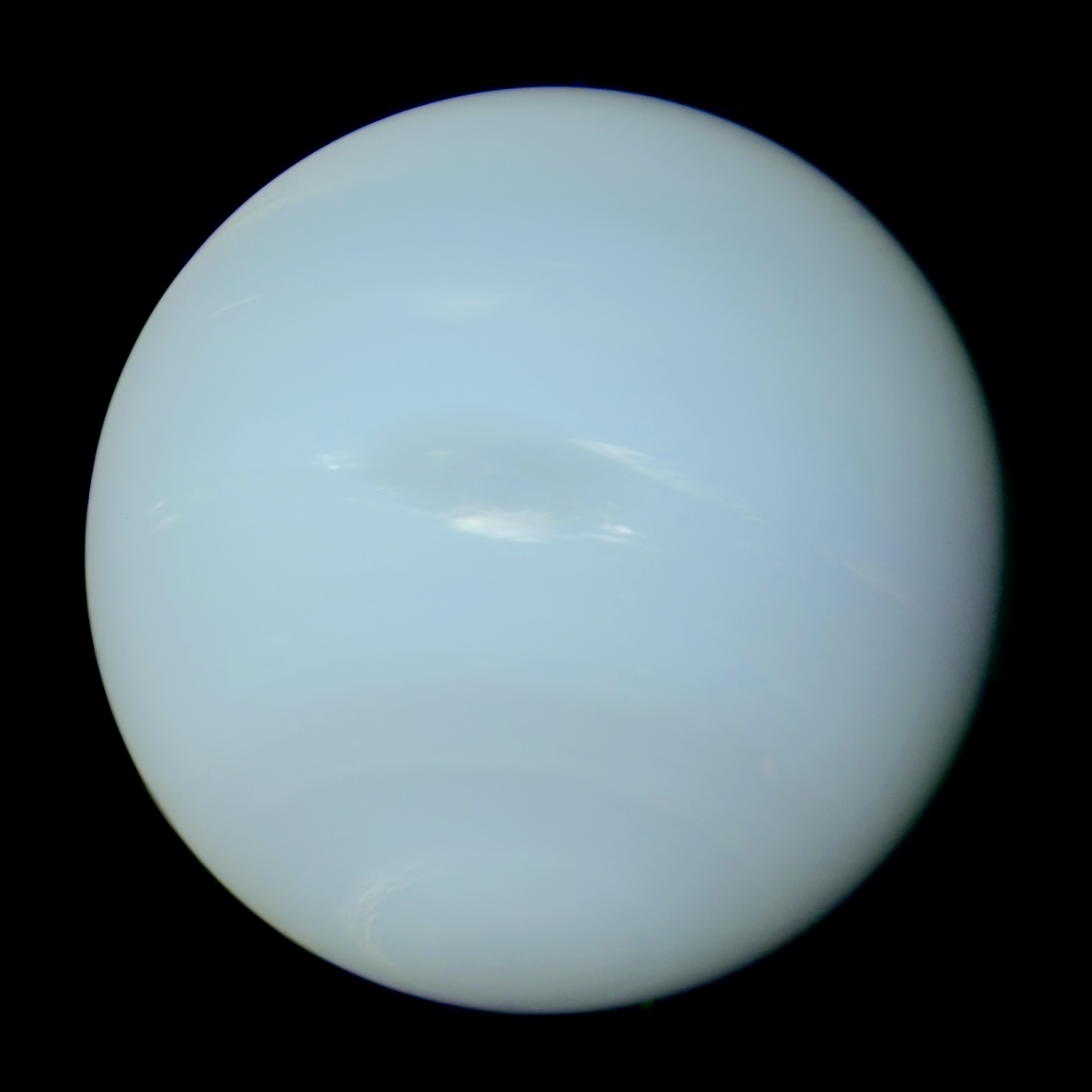
Neptú. Imatge processada de la càmera d'angle estret de la Voyager 2 el 16 o 17 d'agost de 1989. El pol sud de Neptú es troba al final de la imatge.

L'exploració Neptú només ha sigut realitzat amb una nau espacial, la Voyager 2 el 1989. Actualment no hi ha missions futures aprovades per visitar el sistema neptunià. La NASA, l'ESA i també grups acadèmics independents van proposar futures missions científiques per visitar Neptú. Alguns plans de missió encara estan actius, mentre que altres van ser abandonats o retinguts.
Neptú també va ser estudiat científicament des de lluny amb telescopis, principalment des de mitjan anys noranta. Això inclou el Telescopi Espacial Hubble però, sobretot, per telescopis terrestres amb òptica adaptativa.

## Voyager 2

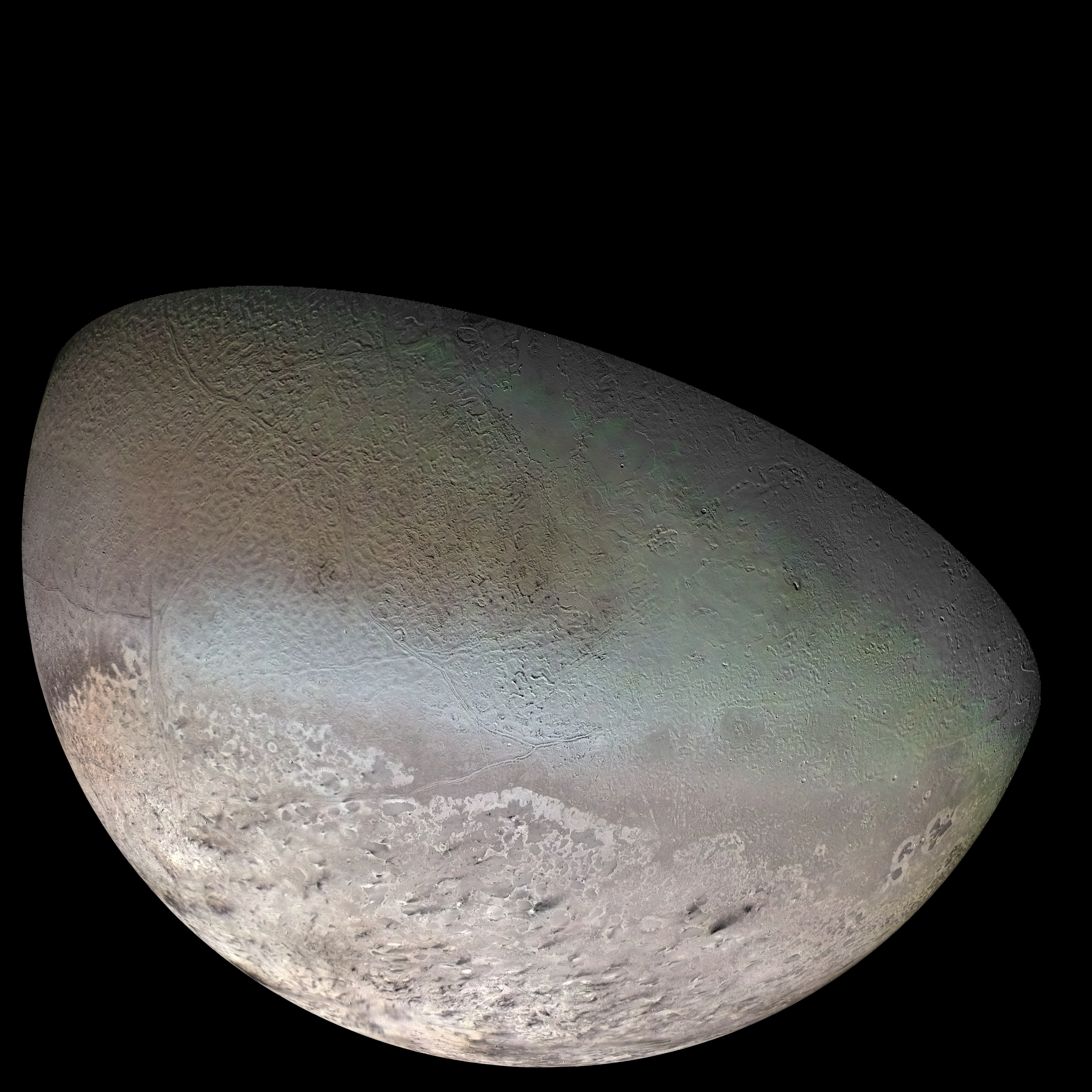
Imatge de la Voyager 2 mostrant Tritó

Després d'haver visitat Saturn amb èxit, es va decidir continuar i finançar noves missions per la Voyager 2 a Urà i a Neptú. Aquestes missions van ser dutes a terme pel Jet Propulsion Laboratory i es va batejar la missió neptuniana "Voyager Neptune Interstellar Mission". La fase d'observació de Neptú de la Voyager 2' va començar el 5 de juny de 1989, la nau espacial va arribar oficialment al sistema neptunià el 25 d'agost i la recollida de dades es va detenir el 2 d'octubre.

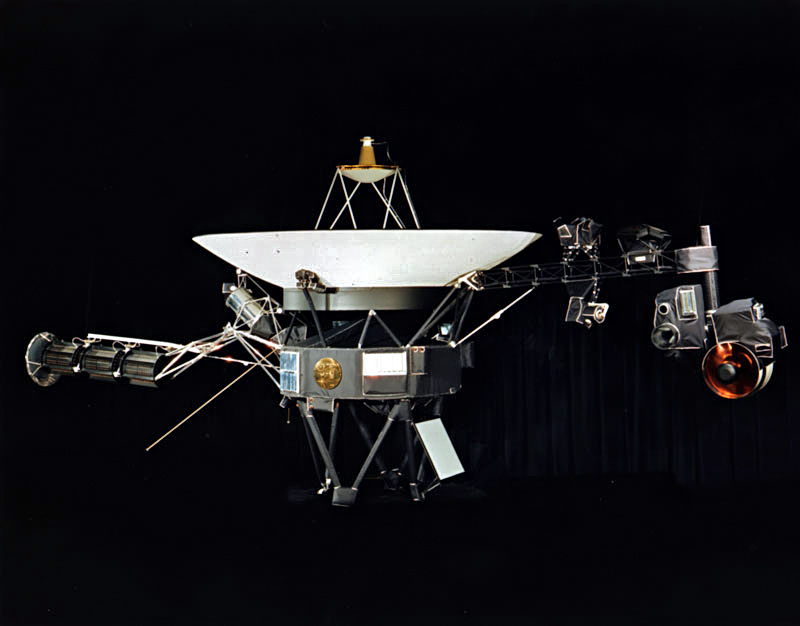
La nau espacial Voyager 2

El 25 d'agost, en l'últim encontre planetari de la Voyager 2', la nau espacial va passar a només 4.950 km per sobre del pol nord de Neptú, l'aproximació més propera a qualsevol cos des que va sortir de la Terra el 1977. Quan la nau va visitar el sistema neptunià, Neptú era el cos més allunyat del sistema solar. No va ser fins al 1999, que Plutó estava més lluny del sol en la seva trajectòria. Voyager 2 va estudiar l'atmosfera, els anells, la seva magnetosfera, i les llunes del planeta. El sistema neptunià havia estat estudiat científicament durant molts anys amb telescopis i mètodes indirectes, però la inspecció a prop de la sonda Voyager 2 va establir molts problemes i va revelar una gran quantitat d'informació que no es podia obtenir d'una altra manera. Les dades de la Voyager 2 segueixen sent la millor informació disponible en aquest planeta en la majoria dels casos.
La missió d'exploració revela que l'atmosfera de Neptú és molt dinàmica, tot i que només rep un 3% de la llum solar que rep Júpiter. Els vents a Neptú són els més forts del sistema solar, fins a tres vegades més forts que els de Júpiter i nou vegades més forts que els vents més forts de la Terra. La majoria dels vents bufen cap a l'oest, en sentit contrari de la rotació del planeta. Es van descobrir cobertes de núvols separades, amb sistemes de núvols emergint i dissolent en qüestió d'hores i tempestes gegants que envolten tot el planeta en 16–18 hores a les capes superiors. Voyager 2 va descobrir un anticicló anomenat la Gran Taca Fosca, similar a la Gran Taca Vermella de Júpiter. No obstant això, les imatges preses pel Telescopi Espacial Hubble el 1994, van revelar que la Gran Taca Fosca havia desaparegut. També es va veure en l'atmosfera superior de Neptú en aquella època un punt en forma d'ametller designat D2, i un núvol brillant, en moviment ràpid molt per sobre de les cobertes de núvols, anomenat "Scooter".

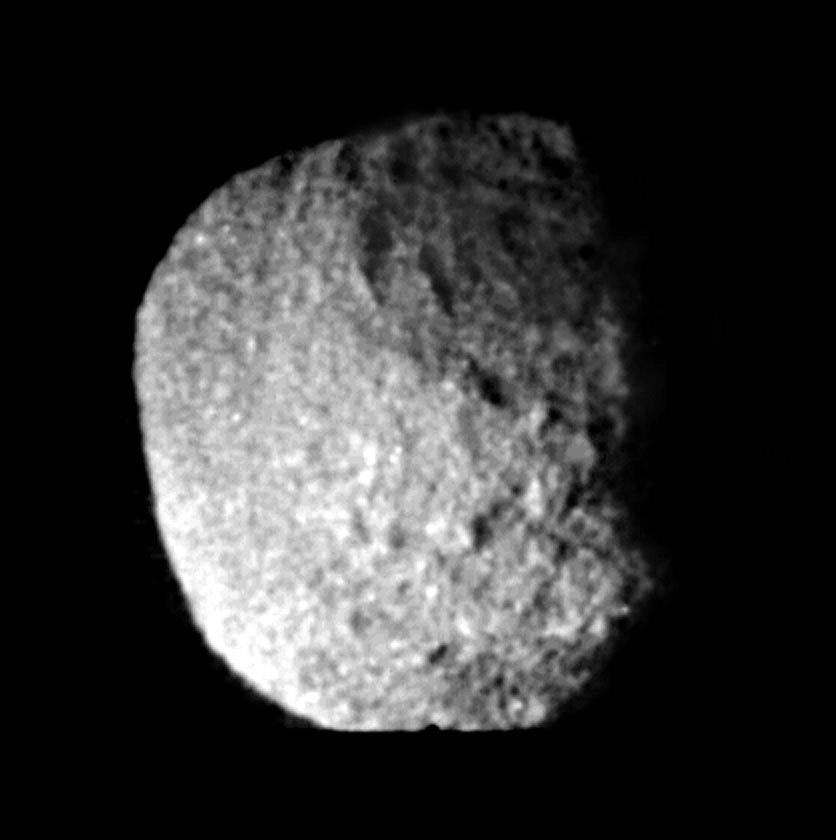
Imatge de la Voyager 2 mostrant Proteu

El sobrevol del sistema neptunià va proporcionar la primera mesura precisa de la massa de Neptú, que es va descobrir que era 0,5 per cent menys que la calculada prèviament. La nova figura va desmentir la hipòtesi que un Planeta X sense descobrir va actuar sobre les òrbites de Neptú i Urà.
La magnetosfera de Neptú també va ser estudiada per la Voyager 2. Es va descobrir que el camp magnètic estava altament inclinat i en gran manera compensat pel centre del planeta. La sonda va descobrir aurores, però molt més febles que les de la Terra o d'altres planetes. Els instruments de ràdio a bord van trobar que el dia de Neptú dura 16 hores i 6,7 minuts. Els anells de Neptú s'havien observat des de la Terra molts anys abans de la visita de la Voyager 2, però la inspecció més propera va revelar que els sistemes anulars eren completament circulars i intactes, i es comptaven un total de quatre anells.
Voyager 2 va descobrir sis noves llunes petites que orbitaven el pla equatorial de Neptú, i van ser nomenades Nàiade, Talassa, Despina, Galatea, Làrissa i Proteu. Només tres de les llunes de Neptú van ser fotografiades amb detall: Proteu, Nereida, i Tritó; de les quals les dues últimes van ser les úniques llunes neptunianes conegudes abans de la visita. Proteu va resultar ser un el·lipsoide, tan gran com permet la gravetat a un cos el·lipsoide per convertir-se sense arrodonir-se a una esfera. Va aparèixer en un color molt fosc, gairebé com el sutge. Nereida, encara que descoberta el 1949, encara no coneix gaire. Tritó va revelar que va tenir un passat notablement actiu. Es van descobrir guèisers i casquets polars actius i també una atmosfera molt prima, amb núvols prims del que es pensa ser partícules de gel de nitrogen. A només 38 Kelvin, és el cos planetari més fred conegut del sistema solar. L'aproximació més propera a Tritó va ser d'aproximadament 40.000 km i va ser l'últim món sòlid que la Voyager 2 va explorat de prop.
| Sistema Nau espacial | Júpiter                                    | Saturn                                            | Urà              | Neptú            | Plutó            |
| -------------------- | ------------------------------------------ | ------------------------------------------------- | ---------------- | ---------------- | ---------------- |
| Pioneer 10           | Sobrevol de 1973                           |                                                   |                  |                  |                  |
| Pioneer 11           | Sobrevol de 1974                           | Sobrevol de 1979                                  |                  |                  |                  |
| Voyager 1            | Sobrevol de 1979                           | Sobrevol de 1980                                  |                  |                  |                  |
| Voyager 2            | Sobrevol de 1979                           | Sobrevol de 1981                                  | Sobrevol de 1986 | Sobrevol de 1989 |                  |
| Galileo              | 1995–2003 orbitador; 1995, 2003 atmosfèric |                                                   |                  |                  |                  |
| Ulysses              | 1992, 2004 assistència gravitatòria        |                                                   |                  |                  |                  |
| Cassini–Huygens      | 2000 assistència gravitatòria              | 2004–2017 orbitador; 2005 mòdul de descens a Tità |                  |                  |                  |
| New Horizons         | 2007 assistència gravitatòria              |                                                   |                  |                  | Sobrevol de 2015 |
| Juno                 | 2016– orbitador                            |                                                   |                  |                  |                  |

## Futures missions
Actualment no hi ha missions futures aprovades per visitar el sistema neptunià. NASA, ESA i grups acadèmics independents van proposar i treballar en futures missions científiques per visitar Neptú. Alguns plans de missió segueixen actius, mentre que altres van ser abandonats o retinguts.
Després del sobrevol de la Voyager, el següent pas de la NASA en l'exploració científica del sistema neptunià es considera una missió d'orbitador "flagship". Aquesta missió hipotètica és concebuda com a possible a finals de 2020 o principis de 2030. Un altre proposada per a la dècada de 2040 es diu Neptune-Triton Explorer (NTE). La NASA va investigar diverses altres opcions de projecte per a missions amb sobrevol i orbitador (de disseny similar a la missió Cassini–Huygens a Saturn). Aquestes missions solen anomenar-se col·lectivament missions "RMA Neptune-Triton-KBO", que també inclou missions orbitals que no visitarien els objectes del cinturó de Kuiper (KBOs). A causa de les limitacions pressupostàries, consideracions tecnològiques, prioritats científiques i altres factors, cap d'aquests ha estat aprovat.
Les missions d'exploració específiques de Neptú inclouen:
- Missió Neptune Orbiter — Un concepte de missió orbital centrat en Neptú i Tritó.
- Argo — Un concepte de missió de sobrevol New Frontiers per visitar Júpiter, Saturn, Neptú (amb Tritó) i el cinturó de Kuiper amb llançament el 2019.
- ODINUS — Un concepte de missió basat en una missió espacial de dos naus per investigar els sistemes neptunians i uranians. La data de llançament seria 2034.[10][11]
- Missió OSS — Una missió de voluntariat en col·laboració proposada per l'ESA i la NASA. El seu objectiu principal seria mapejar els camps gravitatoris en l'espai profund, inclòs el sistema solar exterior (fins a 50 ua).[12]

Les missions directes de sobrevols a Neptú només són preferibles en espais de finestra amb un interval de 12 anys, a causa de la complexitat de les posicions planetàries. Actualment, hi ha una finestra oberta per llançar una missió de Neptú entre 2014 i 2019, amb la propera oportunitat que es produeix a partir del 2031. Aquestes restriccions es basen en la tecnologia de coets actual que es basa en assistències gravitatòries des de Júpiter i Saturn. Amb la tecnologia del nou Space Launch System (SLS) en desenvolupament a Boeing, les missions de l'espai profund amb càrregues més pesades podrien ser propulsades a velocitats molt més grans (200 ua en 15 anys) i les missions als planetes externs podrien llançar-se independentment de l'assistència de gravetat.

## Estudis científics de lluny
Els telescopis espacials com el Telescopi Espacial Hubble van significar una nova era d'observacions detallades d'objectes febles des de lluny en tots els telescopis espacials de l'espectre electromagnètic. Això inclou objectes febles en el sistema solar, com ara Neptú. La tecnologia de l'Òptica adaptativa també ha permès observacions detallades d'objectes febles dels telescopis terrestres i aquesta tecnologia s'ha usat des de 1997 per obtenir informació científica sobre Neptú i la seva atmosfera. Aquests enregistraments d'imatges superen ara la capacitat de l'HST de lluny i en alguns casos fins i tot les imatges de Voyager, com ara Urà. Tanmateix, les observacions basades en terra són sempre limitades en el registre d'ones electromagnètiques de certes longituds d'ona, a causa de l'inevitable absorció atmosfèrica, en particular, d'ones d'alta energia.